# Rocco Siffredi
Rocco Antonio Tano, född 4 maj 1964 i Ortona i Abruzzo och verksam under artistnamnet Rocco Siffredi, är en italiensk skådespelare, regissör och producent av pornografisk film. Han har medverkat i över 1 200 pornografiska filmer sedan karriären tog fart i mitten av 1980-talet och har blivit känd för sina scener med hårt sex och sin dominerande scenpersona. 
Det internationella genombrottet kom i början av 1990-talet, i Buttman-filmer producerade av John Stagliano. Totalt har Siffredi fram till 2024 fått motta 20 AVN Awards-statyetter, varav åtta som Male Foreign Perfomer of the Year. Siffredi, hans liv och karriär har blivit föremål för flera filmer och en TV-serie. Hans artistnamn Siffredi är hämtat från rollfiguren "Roch Siffredi" i den franska gangsterfilmen Borsalino (1970), spelad av Alain Delon.

## Biografi
Siffredi växte upp som son till vägarbetaren Gennaro och hemmafrun Carmela Tano. Vid 16 års ålder tog han ett arbete inom handelssjöfarten, och två år senare (1982) flyttade han till Paris för att arbeta på broderns restaurang. 1984 mötte han Gabriel Pontello, en fransk skådespelare och producent som i sin tur presenterade den unge mannen för storproducenten Marc Dorcel och regissören Michel Ricaud. Kort därefter deltog Rocco Siffredi i sin första pornografiska film Belle d'amour.

## Filmografi

### Pornografi (urval)
- Buttman's Ultimate Workout (1990)
- Curse of the Cat Woman (1991)
- Buttman's European Vacation (1991)
- New Wave Hookers 3 (1993)
- Bend Over Brazilian Babes 2 (1994)
- Buttman's Big Tit Adventure 3 (1995)
- Buttman & Rocco's Brazilian Butt Fest (2000)
- Buttman and Rocco Go to Montreal (2001)
- Fashionistas (2002)
- Rocco Smashes Tunes Back Doors In (2005)

### Övrigt
| År   | Titel                                                | Roll           | Regi                                                     | Noter                         |
| ---- | ---------------------------------------------------- | -------------- | -------------------------------------------------------- | ----------------------------- |
| 1999 | Romance                                              | Paolo          | Catherine Breillat                                       |                               |
| 2001 | Amorestremo                                          | Silver         | Maria Martinelli                                         |                               |
| 2004 | Anatomie de l'enfer                                  | Sig själv      | Catherine Breillat                                       |                               |
| 2011 | Matrimonio a Parigi                                  | François Leroy | Claudio Risi                                             |                               |
| 2012 | I Cesaroni                                           | Sig själv      |                                                          | Avsnitt: "Senza mezze misure" |
| 2012 | Tutti i rumori del mare                              | Thomas' vän    | Federico Brugia                                          |                               |
| 2014 | Amore oggi                                           | Doktor i sex   |                                                          | TV-film                       |
| 2016 | Rocco                                                | Sig själv      | Thierry Demaizière, Alban Teurlai                        | Dokumentärfilm                |
| 2018 | Femstjärnig jul (italienska: Natale a cinque stelle) | Sig själv      | Marco Risi                                               |                               |
| 2024 | Supersex                                             | Man vid bord   | Matteo Rovere, Francesco Carrozzini, Francesca Mazzoleni | Cameo; avsnitt: "La carne"    |

## Utmärkelser (urval)
Nedan listas endast Siffredis AVN Awards-priser. Han har dessutom, fram till 2024, blivit utsedd till Legend of Erotica (1997), blivit dubbel Nightmoves-vinnare (1997 och 2015), vunnit Pornhub Awards (2019), fått motta fem XBiz Awards (2015 till 2021), tre XCritic Awards (2019 och 2020) och tagit emot åtta XRCO Awards (1992–2006).
- 1994 – Best Group Sex Scene: Film (New Wave Hookers 3)
- 1997 – Best Anal Sex Scene: Video (Buttman's Bend Over Babes); Best Couples Sex Scene: Film (Jenna Loves Rocco); Best Group Sex Scene: Video (Buttman's Bend Over Babes 4)
- 2009 – Male Foreign Performer of the Year
- 2011 – Male Foreign Performer of the Year
- 2013 – Best Sex Scene in a Foreign-Shot Production (Aliz Loves Rocco); Male Foreign Performer of the Year; Most Outrageous Sex Scene (Voracious)
- 2014 – Male Foreign Perfomer of the Year
- 2015 – Best Sex Scene in a Foreign-Shot Production (Rocco's Perfect Slaves); Male Foreign Performer of the Year
- 2016 – Male Foreign Performer of the Year
- 2019 – Best Anal Sex Scene (I Am Angela); Foreign Director of the Year; Male Foreign Performer of the Year
- 2021 – Best Anal Sex Scene; Male Foreign Performer of the Year
- 2023 – Best Directing Portfolio: International